# Mervilla
Mervilla település Franciaországban, Haute-Garonne megyében. Lakosainak száma 299 fő (2022. január 1.). Mervilla Auzeville-Tolosane, Aureville, Castanet-Tolosan, Pechbusque, Rebigue és Vigoulet-Auzil községekkel határos.

## Népesség
A település népességének változása:
| Lakosok száma | 65   | 101  | 124  | 237  | 261  | 262  | 269  | 291  | 290  | 299  |
|               | 1968 | 1982 | 1990 | 2006 | 2013 | 2015 | 2017 | 2019 | 2020 | 2022 |